# Kings Bay AS

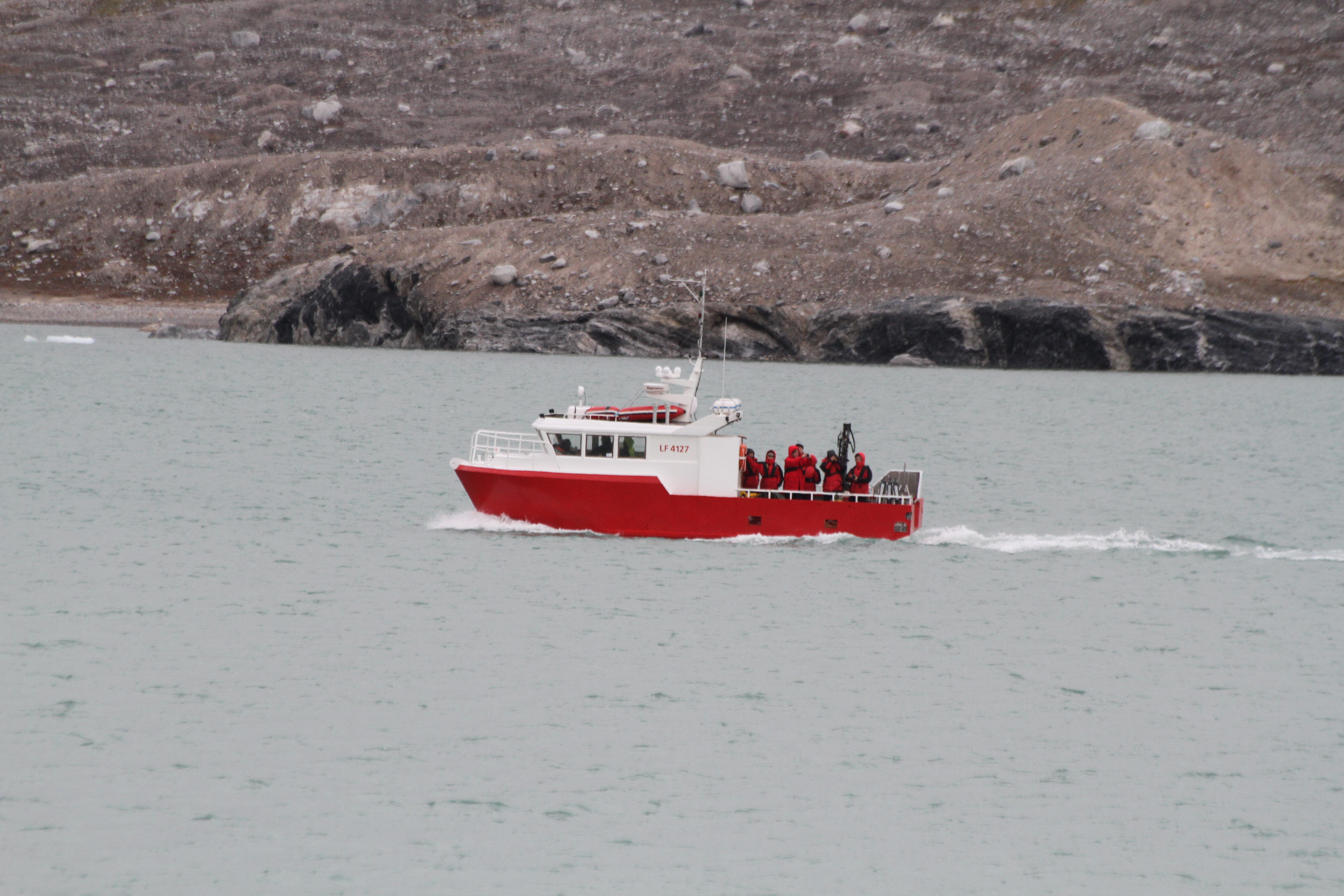
Kings Bays forskningsbåt MS Teisten är del av företagets infrastruktur för forskare i Ny-Ålesund

Kings Bay AS är ett norskt aktiebolag, som är helägt av den norska staten genom Klima- og miljødepartementet. Bolaget grundades 1916 som Kings Bay Kull Compani för att bedriva kolbrytning vid Kongsfjorden på Spetsbergen i Svalbard. Bolaget äger och administrerar den tidigare gruvorten Ny-Ålesund.

## Historik
Det nybildade Kings Bay Kull Compani övertog 1916 efter  Christian August Ankers död den av honom startade kolbrytningen vid Kongsfjorden i Green Harbour Coal Company. Kolbrytning drevs därefter med uppehåll under andra världskriget fram till en svår olycka i Estergruvan i november 1962. Därefter lades driften ned i det sedan 1933 statligt ägda företaget.
Namnet ändrades 1998 till Kings Bay AS.

## Omvandling till forskarcampus
Från mitten av 1960-talet har Ny-Ålesund omvandlats till en bas för polarforskning.
Kings Bay AS äger mark och merparten av fastigheterna i samhället. Företaget har ansvar för ortens infrastruktur, inklusive omhändertagande av miljö- och kulturvård. Drift av infrastruktur omfattar bland annat räddningstjänst, sjöräddning, flygtransport, inkvartering, bespisning, samt vatten- och elförsörjning. Bolaget är också ansvarigt för stadsplanering i Ny-Ålesund. Företaget har hyrt ut delar av sina fastigheter till ett antal norska och utländska forskningsinstitutioner, vilka numera bedriver en omfattande verksamhet på orten. Institutioner från omkring 20 länder genomför varje år forskningsprojekt i och omkring Ny-Ålesund. Kings Bay AS erbjuder också i viss utsträckning tjänster för besökare sjövägen, speciellt vid besök under sommarsäsongen av större kryssningsfartyg.